# Cải cách Keiō
Cải cách Keiō (慶応の改革 Keiō no kaikaku, Khánh Ứng cải cách) là một loạt các chính sách mới được Mạc phủ Tokugawa tiến hành vào năm 1866.  Cải cách được tạo ra nhằm phản ứng với bạo động gia tăng ở Satsuma và các phiên trấn khác; những bước đầu tiên được thực hiện trong thời kỳ này đã trở thành một phần quan trọng của những cải cách và thay đổi được thực hiện dưới thời cai trị của Thiên hoàng Minh Trị.
Khi Tướng quân và Thiên hoàng đều qua đời cùng một lúc, Mạc phủ dưới sự lãnh đạo của Tướng quân đời thứ 15 Tokugawa Yoshinobu đã tiến hành cuộc cải cách Keiō để giữ cho Nhật Bản không rơi vào tình trạng mất đoàn kết hoặc hỗn loạn. Mạc phủ cho phép phương Tây hóa nhiều khía cạnh của hệ thống quan liêu, quân đội và kinh tế, tập trung vào sự thăng tiến của chính quyền dựa trên thành tích (không phải do xuất thân) và những chính sách thương mại với các quốc gia khác.
Mạc phủ hy vọng rằng cuộc cải cách này bằng cách nào đó sẽ ngăn cản Satsuma và Chōshū dấy loạn – điều đó đã không xảy ra. Hai phiên này không muốn thấy lợi ích của Mạc phủ từ những thay đổi gần với cốt lõi của những gì họ đã làm suốt thời gian vừa qua, chính vì thế mà hai phiên này bèn ngấm ngầm đẩy mạnh hoạt động lật đổ Mạc phủ.
Tháng 10 năm 1867, Đại chính phụng hoàn được thực thi, Mạc phủ chính thức trao trả quyền hành về cho triều đình ở Kyoto. Tướng quân Yoshinobu trong thể chế mới vẫn để cựu Mạc phủ tiếp tục cải cách đồng thời thực hiện công việc chính trị để trao trả quyền lực thực tế, thế nhưng chiến tranh Boshin bùng nổ vào tháng 1 năm 1868 và khả năng này coi như bị đứt đoạn, việc cải tổ chính quyền trung ương của Mạc phủ được quân tân chính phủ tiếp thu khi thành Edo đầu hàng quan quân vào tháng 4 cùng năm, khiến cho cuộc cải cách đến đây là chấm dứt. Mặc dù cuộc cải cách được thực hiện dưới thời Yoshinobu không thể hoàn thành mục đích ban đầu là khôi phục quyền lực của Mạc phủ, nhưng có thể nói rằng nó đã đóng góp nhất định vào công cuộc hiện đại hóa Nhật Bản sau này.
Cuộc cải cách này diễn ra trước 3 cuộc cải cách khác trong thời kỳ Edo: cải cách Kyōhō (1716–1736), cải cách Kansei (1789–1801) và cải cách Tenpō (1830–1844).

## Niên đại
Sự can thiệp của Mạc phủ chỉ đạt được thành công hạn chế. Ngoài cái chết của Tướng quân Iemochi và cái chết của Thiên hoàng Kōmei, các yếu tố làm trầm trọng thêm một số điều kiện mà Tướng quân dự định cải thiện. 
- Ngày 28 tháng 9 năm 1866 (ngày 20 tháng 8 năm Keiō thứ 2): Tướng quân Iemochi qua đời tại thành Osaka; Mạc phủ thỉnh cầu Hitotsubashi Yoshinobu kế vị chức Tướng quân.[3]
- Ngày 10 tháng 1 năm 1867 (ngày ngày 5 tháng 12 năm Keiō thứ 3): Yoshinobu được Thiên hoàng phong làm Chinh di Đại tướng quân.[3]
- Ngày 30 tháng 1 năm 1867 (ngày ngày 25 tháng 12 năm Keiō thứ 3): Thiên hoàng Komei băng hà.[3]